# Antonín Baudyš

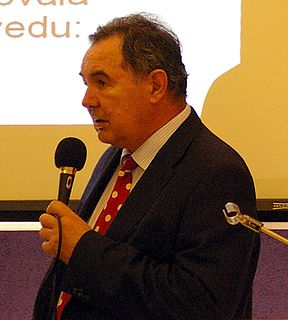
Antonín Baudyš, 2010

Antonín Baudyš (* 9. September 1946 in Prag; † 23. August 2010 ebenda) war ein tschechischer Politiker, Physiker und Astrologe.

## Leben
Baudyš studierte von 1964 bis 1969 an der Fakultät für Maschinenbau  der Tschechischen Technischen Universität Prag und war danach bis 1989 an der Fakultät für Mechanik und Optik dieser Universität beschäftigt.
Baudyš war seit 1970 Mitglied der ČSL, später der KDU-ČSL. Er war von 1989 bis 1992 Vizepremierminister der ČSSR und 1992 der ČSFR. Von 1992 bis 1994 war er Verteidigungsminister im Kabinett von Václav Klaus. Während seiner Amtszeit wurden ihm einige Affären und Vorkommnisse vorgeworfen, unter anderem ein Schusswaffengebrauch auf einem Flug nach Schweden 1994, als sein Leibwächter den Boden des Flugzeuges durchschoss. Infolge weiterer Skandale in der Armee sowie wegen seines umstrittenen und mit der Regierung nicht konsultierten Vorschlags zur Lösung des Konfliktes in Bosnien wurde er als Minister abgerufen. 1996 kandidierte er erfolglos bei den Wahlen zum Senat.
Baudyš trat für das Recht jedes erwachsenen Bürgers ein, eine eigene Schusswaffe zu besitzen und Schussübungen zum Zweck der Selbstverteidigung  durchzuführen; 1998 stand er bei der Gründung der Vereinigung LEX, welche die Waffenbesitzer vertreten soll, und wurde zu deren Vorsitzendem. Nach der Beendigung der politischen Laufbahn widmete er sich der Astrologie und prophezeite u. a. für 2003 den Tod von George W. Bush.
Baudyš war zweimal verheiratet. 1970 heiratete er Zuzana, die Ehe wurde im Jahre 2010 geschieden. Drei Wochen später heiratete er erneut. Er starb an einem Hirntumor.

## Werke
- Technická optika, 2. Aufl. 1996 (ISBN 80-01-01480-0)
- My & On, 1998 (ISBN 80-85625-94-6)
- (mit Jan Bauer): Čeští vládci očima astrologa, 2001 (ISBN 80-86529-00-2)